# Iconha
Iconha là một đô thị thuộc bang Espírito Santo, Brasil. Đô thị này có diện tích 202,92 km², dân số năm 2007 là 11371 người, mật độ 56,04 người/km².